# 도카이 원자력 발전소

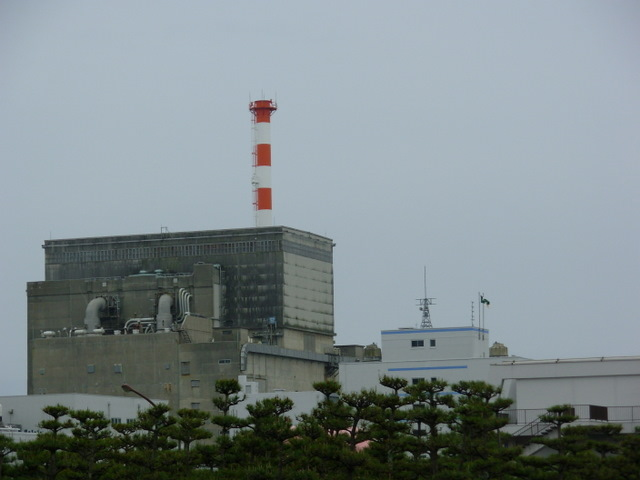

도카이 원자력 발전소(일본어: 東海原子力発電所 토카이 다이 니겐시료쿠 하츠덴쇼[*])는 일본의 첫 원자력 발전소다.
이 원자력 발전소는 이바라키현 나카군 도카이촌에 위치해 있으며 일본원자력발전이 운영을 맡고 있다. 총 면적은 0.76 km2 로 이 중 0.33 km2, 43%를 발전소로 쓰고 있으며 나머지는 녹지로 두고 있다.
도카이 1호기는 1998년 폐로되었고, 2호기도 2011년 동일본 대지진 당시 자동 정지된 이후 가동이 잠정적으로 중단된 상태다.
| 명칭         | 분류     | 평균 출력 | 최대 출력 | 준공            | 초임계           | 상업 운전식      | 폐로                                  |
| ------------ | -------- | --------- | --------- | --------------- | ---------------- | ---------------- | ------------------------------------- |
| 도카이 1호기 | 마그녹스 | 159 MW    | 166 MW    | 1961년 3월 1일  | 1965년 11월 10일 | 1966년 6월 25일  | 1998년 3월 31일                       |
| 도카이 2호기 | BWR/5    | 1060 MW   | 1100 MW   | 1973년 10월 3일 | 1978년 3월 13일  | 1978년 11월 28일 | 2011년 3월 15일 이후로 가동 잠정 중단 |

## 인용
1. ↑  JAPC Official Document (Japanese). Report of Electric Generating Plant Environmental Activities for 2010 보관됨 2011-07-21 - 웨이백 머신.Page 20.
2. ↑  “Reactors in operation”. IAEA. 2009년 12월 31일. 2011년 3월 12일에 확인함.

## 같이 보기
- 롯카쇼 핵재처리장